# Hanzel und Gretyl
Hanzel und Gretyl es un grupo de metal industrial, formado por Kaizer von Loopy y Vas Kallas. Crearon la banda en 1993, compartiendo una visión del futuro que se focalizaba en el control de las máquinas sobre la Tierra y las personas habitantes en ella, y teniendo las herramientas necesarias para convertir esa visión en música. Generalmente, se considera que son una banda alemana, debido a que muchas de las letras de sus canciones están en alemán y sus nombres suenan procedentes de ese mismo idioma. Sin embargo, ambos miembros fundadores son neoyorquinos.

## Historia
En 1994, grabaron un demo llamado Kindermuzik, y firmaron contrato con Energy Records, una discográfica de Suecia donde grabaron bandas como Elegant Machinery (banda sueca de Synthpop) o Pouppée Fabrikk (banda sueca de EBM). Grabaron su primer álbum, Ausgeflippt, en 1995, el cual recibió muy buenas críticas. En 1997, lanzaron su segundo álbum, Transmissions From Uranus, que también fue muy bien recibido por parte de los críticos y ayudó a la banda a intentar seguir desarrollando un sonido propio.
En 1998, Energy Records deja de funcionar. Hanzel und Gretyl continuó promocionando su CD luego del colapso de su compañía discográfica. La banda fue liberada de su contrato recién en 2002, cuando firmó con Metropolis Records. Inmediatamente, comenzaron a grabar su esperado tercer álbum, Über Alles, que fue lanzado el 20 de mayo de 2003. Luego la banda hizo un tour por unos meses para promocionar su disco y volvió al estudio, para grabar un nuevo álbum.
En septiembre del 2004, salió a la venta el cuarto disco de la banda, Scheissmessiah!. Hanzel und Gretyl aún continúa con su contrato vigente en Metropolis Records, y ha promocionado su disco no sólo en Estados Unidos, sino también en Inglaterra, teniendo muy buenos resultados tanto en la convocatoria a los recitales, como en las ventas. Lanzaron una clase de EP, Oktötenfest 2006, a modo de anticipo de lo que es 2012: Zwanzig Zwölf, su quinto álbum que fue puesto a la venta a partir del 5 de febrero de 2008. El nombre de este disco se refiere a la teoría Maya de que el mundo terminará en el año 2012 y que consecuentemente se extinguirá la raza humana, siguiendo un último concierto de rock.
Necesita ser resaltado que desde su ascenso en el mercado musical, Hanzel und Gretyl ha compartido el escenario con bandas como Slipknot, Marilyn Manson, Prong, Ministry, My Life with the Thrill Kill Kult, Bella Morte, Rammstein y más recientemente con Cradle of Filth en su "2007 UK Tour", junto a Frosthold.
Los primeros álbumes de Hanzel und Gretyl, Ausgeflippt y Transmissions From Uranus, son mucho más tecno-industriales, con poca importancia sobre las guitarras. Sus álbumes más recientes, Über Alles, Scheissmessiah!  2012: Zwanzig Zwölf, tienen un estilo más de metal industrial, en el que se le da mucha más importancia a la performance agresiva de la guitarra de Loopy, la utilización de batería electrónica y los guturales potentes de la cantante Vas Kallas.
En sus dos primeros álbumes no abundaban las letras en alemán (especialmente "Transmissions From Uranus", el cual tenía virtualmente todas sus letras en inglés), mientras que sus tres álbumes siguientes poseen letras en alemán en casi todas sus canciones, aunque con algunos errores gramaticales.

## Miembros
- Kaizer von Loopy - Vocalista, guitarra principal, programación.
- Vas Kallas - Vocalista principal (voz gutural), bajo, programación.

## Exmiembros
- Jon Osterman - Baterista
- Anna K - Bajista (Opiate For The Masses)

## Discografía

### Álbumes
- Kindermuzik (demo), sello independiente - 1994
- Ausgeflippt, Energy Records - 1995
- Shine 2001 (single), Energy Records - 1995
- Transmissions From Uranus, Energy Records - 1997
- Take me to your leader (single), Energy Records - 1997
- Über Alles, Metropolis Records - 2003
- Scheissmessiah!, Metropolis Records - 2004
- Oktötenfest 2006 (EP), Metropolis Records - 2006
- 2012: Zwanzig Zwölf, Metropolis Records - 2008
- Born to be Heiled, Metropolis Records - 2012
- Hanzel Und Gretyl fur Immer (Remixes), Metropolis Records - 2013
- Black Forest Metal, Metropolis Records - 2014
- Satanik Germanik,   Metropolis Records - 2018